# Кинцль, Карла
Карла Кинцль (нем. Karla Kienzl; 21 октября 1922, Лицен — 2 сентября 2018) — австрийская саночница, выступавшая за сборную Австрии в 1950-х годах, чемпионка мира и Европы.
Карла Кинцль является обладательницей золотой медали чемпионата мира 1955 года, проходившего в городе Осло — там она стала первой в истории санного спорта чемпионкой мира. Спортсменка имеет в послужном списке также три награды чемпионатов Европы, дважды она получала второе место подиума (1954, 1955) и один раз первое (1951).
Участия в зимних Олимпийских играх Карла Кинцль не принимала, так как закончила карьеру профессиональной спортсменки ещё до вхождения санного спорта в олимпийскую программу.